# 바다꿩

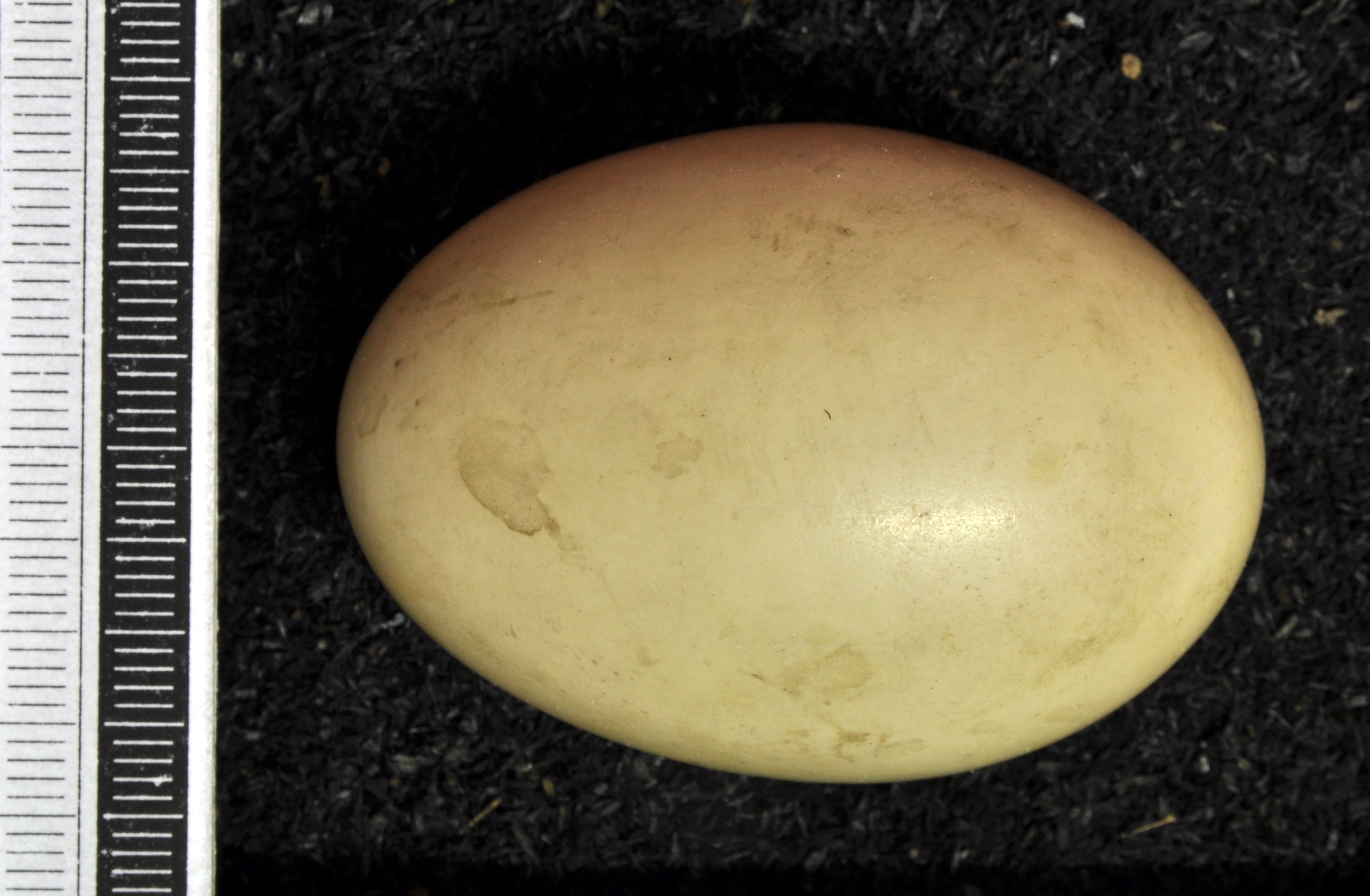
알

바다꿩(학명: Clangula hyemalis, 통칭: Long-tailed duck, 북아메리카에서의 통칭: oldsquaw)은 중간 크기의 해양성 오리이다. Clangula속의 유일한 개체이다.
성체의 아랫부분은 흰 색이다. 수컷은 점이 있는 긴 꼬리(10~15센티미터), 그리고 핑크 밴드가 있는 어두운 갈색 부리가 있다. 암컷의 등은 갈색이며 꼬리 길이는 상대적으로 짧은 편이다.
| 표준 측정 | 표준 측정                 |
| --------- | ------------------------- |
| 몸 길이   | 440–600 mm (17.5–23.5 in) |
| 몸무게    | 740 g (1.63 lb)           |
| 날개 길이 | 710 mm (28 in)            |
| 날개      | 209–228 mm (8.2–9.0 in)   |
| 꼬리      | 165–237 mm (6.5–9.3 in)   |
| 최고 높이 | 26–30 mm (1.0–1.2 in)     |
| 족근      | 34–38 mm (1.3–1.5 in)     |